# Hybanthus phyllanthoides
Hybanthus phyllanthoides là một loài thực vật có hoa trong họ Hoa tím. Loài này được (Planch. & Linden ex Triana & Planch.) L.B.Sm. & A.Fernández mô tả khoa học đầu tiên năm 1954.